# Laguna Cerritos
A  Laguna Cerritos  é um lago localizado na Guatemala. Localiza-se no departamento de El Quiché, Município de Chiché.